# Pseudolycoriella pristinata
Pseudolycoriella pristinata är en tvåvingeart som beskrevs av Hans-Georg Rudzinski 2003. Pseudolycoriella pristinata ingår i släktet Pseudolycoriella och familjen sorgmyggor.
Artens utbredningsområde är Madagaskar. Inga underarter finns listade i Catalogue of Life.